# Tagan Babaýewa
Tagan Babaýewa (russisch Таган Бабаева Tagan Babajewa, geb. 1915 in Kysyl-Arwat, Transkaspien, Russisches Kaiserreich; gest. 1995 in Aşgabat, Turkmenistan) war eine turkmenisch-sowjetische Politikerin. Sie war vier Amtszeiten lang Stellvertreterin des Vorsitzenden des Obersten Sowjets der Turkmenischen SSR (1951–1963). 1947 war sie Stellvertretende Vorsitzende des Präsidiums der Turkmenischen SSR und dessen Sekretärin von 1953 bis 1975. Sie wurde mit dem Orden des Roten Banners der Arbeit, dem Ehrenzeichen der Sowjetunion (1957) sowie der Jubiläumsmedaille „Zum Gedenken an den 100. Geburtstag von Wladimir Iljitsch Lenin“ (1960) ausgezeichnet. Zusätzlich erhielt sie ein Ehrenzertifikat für ihre Verdienste um das Präsidium (1975).

## Leben
Babaýewa wurde 1915 in eine Arbeiterfamilie aus Kysyl-Arwat in der Oblast Transkaspien des Russischen Kaiserreiches geboren. 1926 machte sie eine Ausbildung zur Teppichweberin an der Fabrikschule in Kysyl-Arwat. Zwischen 1932 and 1936 arbeitete sie als Weberin in der Teppichunion und 1937 ging sie an die technische Schule in Aşgabat, wo sie bis 1940 studierte. Nach ihrem Abschluss wurde sie Assistant Prosecutor (Staatsanwältin) der Turkmenischen SSR. 1943 wurde sie zur Leiterin der Rechtsabteilung befördert und zugleich als Abgeordnete gewählt.
Babaýewa wurde 1947 Stellvertretende Vorsitzende des Präsidiums der Turkmenischen SSR. Sie wurde 1951, 1953, 1959 und 1963 in den Obersten Sowjet der Turkmenischen SSR gewählt. Gleichzeitig war sie Sekretärin des Turkmenischen Präsidiums von 1953 bis 1975, sowie Vorsitzende des Exekutivkomitees des Aşgabat Oblast. Für ihre Verdienste erhielt sie den
Orden des Roten Banners der Arbeit und das Ehrenzeichen der Sowjetunion (1957). 1960 wurde sie mit der Jubiläumsmedaille „Zum Gedenken an den 100. Geburtstag von Wladimir Iljitsch Lenin“ geehrt und 1975 mit einem Verdienstzertifikat des Präsidiums ausgezeichnet.
Babaýewa starb in Aşgabat, Turkmenistan. Ihr Nachruf erschien in Turkmenskaja Iskra (Turkmenischer Funke) am 18. Juli 1995.